# Mijn Franse tante Gazeuse
Mijn Franse tante Gazeuse és una pel·lícula juvenil neerlandesa de 1997. Es basa en la sèrie de 13 capítols del 1996 (temps total de reproducció 325 minuts) que va ser emesa per televisió per AVRO. La pel·lícula està escrita per Burny Bos i Tamara Bos i dirigida per Joram Lürsen i Ben Sombogaart.
La pel·lícula va tenir mala acollida del públic: només 6.839 persones van veure la pel·lícula. La sèrie, en canvi, va ser molt popular. Va rebre un dels Premis Ondas 1997.

## Argument
El poble de Droogbaak on viu Katootje ha estat nomenat el més net del país. La reina ha decidit visitar aquest poble. L'alcaldessa li fa una proposta per visitar la casa més neta del poble. La casa de Katootje i la del seu veí són elegibles perquè són els residents més amables. El pare de Katootje fa qualsevol cosa per guanyar el premi sense pensar en res més, a desgrat de la seva dona i la seva filla. L'anunciada visita de la tia Gazeuse amb el seu promès O.J. al Loira, fa que el pare Tekelenburg sigui encara més nerviós. Això encara empitjora quan Katootje diu que per al seu vuitè aniversari voldria una mascota, preferiblement un conill. Com que el seu pare no ho permet, decideix guardar el conill en secret. L'amaga a l'estàtua de la plaça del poble. La lluita per l'habitant més net del poble es fa més difícil per totes aquestes circumstàncies, tant per al pare Tekelenburg com pel veí Van Zanten.

## Repartiment
- Afroditi-Piteni Bijker - Katootje
- Hanneke Riemer - Mare Tekelenburg
- Walter Crommelin -Pare Tekelenburg
- Nelly Frijda - Alcaldessa
- Caroline van Gastel - Tia Gazeuse
- Willeke van Ammelrooy - Reina
- Boris de Bournonville - O.J. del Loira
- Hans van den Berg - Buurman van Zanten
- Chris Bolczek - Brigadier Kluif

## Estudi
Les gravacions van tenir lloc a l'estudi 150 de Lauriersgracht a Amsterdam. Com que les gravacions es van fer en un estudi, se sent una reverberació. A més, també es pot veure clarament que els panells pintats s'utilitzen per representar els carrers.